# غاري لي نيلسون
غاري لي نيلسون (بالإنجليزية: Gary Lee Nelson)‏ هو ملحن أمريكي، ولد في 1940.